# 누가 백조를 쏘았는가
《누가 백조를 쏘았는가》는 1983년 4월 16일에 방영된 TV문학관이다.

## 줄거리
대륙물산이라는 회사에 근무하는 정준호(임혁)는 회사의 조영국 회장(문오장)의 딸인 숙현(박선희)과 사랑에 빠져 결혼을 약속하고 아버지 정학준(신구)의 허락을 얻으려 한다. 그러나 학준은 단식을 하겠다면서 자신이 죽은 뒤에나 결혼을 하라고만 할 뿐 정확한 이유를 말하지 않는다. 답답한 준호는 아버지의 친구인 대학 시절 교수(김성원)에게 사정을 말하고 도움을 요청하는데...

## 출연
- 신구
- 문오장
- 임혁
- 박선희
- 김성원
- 최정훈
- 양영준
- 김을동
- 최창호
- 장학수
- 곽정희
- 안해숙
- 홍유진
- 원석연
- 김영실
- 이두섭
- 윤성국